# Mapper Lithography
Mapper Lithography was een Nederlands bedrijf dat zich bezig hield met de ontwikkeling en productie van een maskerloze elektronenbundel lithografiemachine (waferstepper) voor de halfgeleiderindustrie. Mapper was gevestigd in Delft, nabij de Technische Universiteit Delft, een van de aandeelhouders. Het bedrijf werd in 2000 opgericht als spin-off van de TU Delft door Bert Jan Kampherbeek en Marco Wieland. ASM International oprichter Arthur Del Prado was in 2001 een van eerste investeerders in Mapper.
Op 28 december 2018 is het bedrijf failliet verklaard, maar precies een maand later werd de overname door ASML bekendgemaakt.

## Techniek
De traditionele lithografiemachines maken gebruik van fotografische technieken om uiterst kleine elektrische schakelingen, die een oppervlakte van minder dan 1/10000e van een menselijke haar hebben, op een siliciumwafer te etsen. Deze gangbare machines bevatten een masker dat de blauwdruk van de chip bevat, en het patroon daarvan wordt op een lichtgevoelige laag aangebracht (vergelijkbaar met een foto die belicht wordt). Een elektronenbundelmachine schrijft de structuren van de chip rechtstreeks op de wafer op grootten van tussen 10 en 14 nanometer met 13.260 parallelle elektronenbundels. 
De werkwijze kan worden vergeleken met de wijze waarop een beeld wordt gevormd door middel van de kathodestraalbuis in oude televisies. In zo’n tv beweegt een elektronenstraal zeer snel over het beeldscherm. Zodra de stralen in contact komen met het scherm, dat is gecoat met lichtgevoelig fluorescerend materiaal, ontstaat het tv-beeld. In de elektronenbundel-machine wordt het beeld alleen niet zichtbaar gemaakt, maar als het ware opgeslagen in een film die gevoelig is voor elektronen. Na de 300mm, 110-bundel machine, die werd getest door TSMC in Taiwan en het onderzoeksinstituut CEA-Leti in Grenoble, wordt nu toegewerkt naar industriële productiestandaarden met een capaciteit van 10 wafers per uur. 
De optische elektronenbron genereert 13.260 bundels die op de wafer worden gericht via een reeks elektrostatische lenzen. Iedere bundel heeft zijn eigen optische kolom zodat ze niet door elkaar kunnen lopen. Dit verzekert een hoge doorvoer van meer dan 10 wafers per uur bij een hoge resolutie, kleiner dan 25 nanometer. De 13.260 bundels worden opgewekt door het splitsen van één enkele elektronenbundel uit één elektronenbron. De bundels worden zodanig geordend dat zij een rechthoekige spleet vormen met een wijdte van 26 millimeter, hetzelfde formaat van een veld in een optische stepper. Tijdens het stralen worden de elektronenbundels 2 micrometer gebogen loodrecht op de beweging van de wafertafel. Dit betekent dat met één scan van de wafer een volledig veld van 26mm bij 33mm kan worden bestraald. Tijdens het gelijktijdig scannen van de wafer en de afbuiging van de elektronenbundels worden de bundels aan en uit geschakeld door 13.260 lichtsignalen, een voor iedere bundel. De lichtsignalen worden opgewekt in een datasysteem dat in een bitmapformaat de patronen van de chip bevat.

## Russische investering
Op 23 augustus 2012 werd bekend dat de onderneming 80 miljoen euro had opgehaald voor de bouw van een nieuwe fabriek in Rusland en een assemblagefabriek in Delft waarmee vanaf 2014 zo'n 20 machines per jaar moeten worden geproduceerd. De Russische durfinvesteerder RUSNANO investeert € 40 miljoen en de overige € 40 miljoen wordt bijeen gebracht door bestaande aandeelhouders zoals ADP Industries, de investeringsmaatschappij van Arthur del Prado, en Parcom Ventures

## Faillissement en overname
Op 28 december 2018 is Mapper failliet verklaard. Eerder vroeg het bedrijf al uitstel van betaling aan. Mapper had geruime tijd moeite financiering te vinden, en eind december kwam een verwachte betaling niet op tijd binnen. Bij het bedrijf werkten ongeveer 270 mensen.  Op 28 januari 2019 werd bekend dat ASML het intellectueel eigendom overneemt, R&D werknemers een functie aanbiedt, maar de activiteiten niet doorzet. Mapper werkte aan een machine die chips schrijft door middel van elektronenbundels terwijl ASML werkt met ultraviolet licht. Deze technieken hebben toepassingen die op totaal verschillende gebieden liggen. De overnamesom was 75 miljoen euro. Het personeel verhuisde naar ASML.